# Szklarka Śląska
Szklarka Śląska es un pueblo situado en municipio (gmina) de Sośnie, en el distrito de Ostrów Wielkopolski, voivodato de Gran Polonia (Polonia). Según el censo de 2011, tiene una población de 112 habitantes.